# Brugmansia
Tránh nhầm lẫn gọi tên các loài cây trong chi thực vật này với tên gọi của hóa chất ma túy: Hơi thở của quỷ.
Cà độc dược cảnh hay Đại cà dược (Brugmansia) là một chi gồm bảy loài thực vật có hoa thuộc họ Solanaceae. Hình dạng hoa của chúng khiến chúng có tên angel's trumpets (kèn trumpet của thiên sứ), một tên mà đôi khi cũng được dùng cho chi liên quan Datura. Brugmansia có thể là cây gỗ hay cây bụi, với những bông hoa mọc thỏng xuống. Datura là cây bụi thân thảo với hoa mọc hướng lên, và quả của nhiều loài có gai.
Nhiều bộ phận của Brugmansia có thể có độc.

## Phân bố và môi trường sống
Brugmansia là loài bản địa của Nam Mỹ, dọc theo dãy Andes từ Venezuela tới miền bắc Chile, cũng như miền đông nam Brazil. Chúng được trồng làm cây cảnh khắp thế giới, và một số loài đã sống tự nhiên ở những hòn đảo cô lập thuộc Bắc Mỹ, châu Phi, châu Úc và châu Á.

## Phân loại

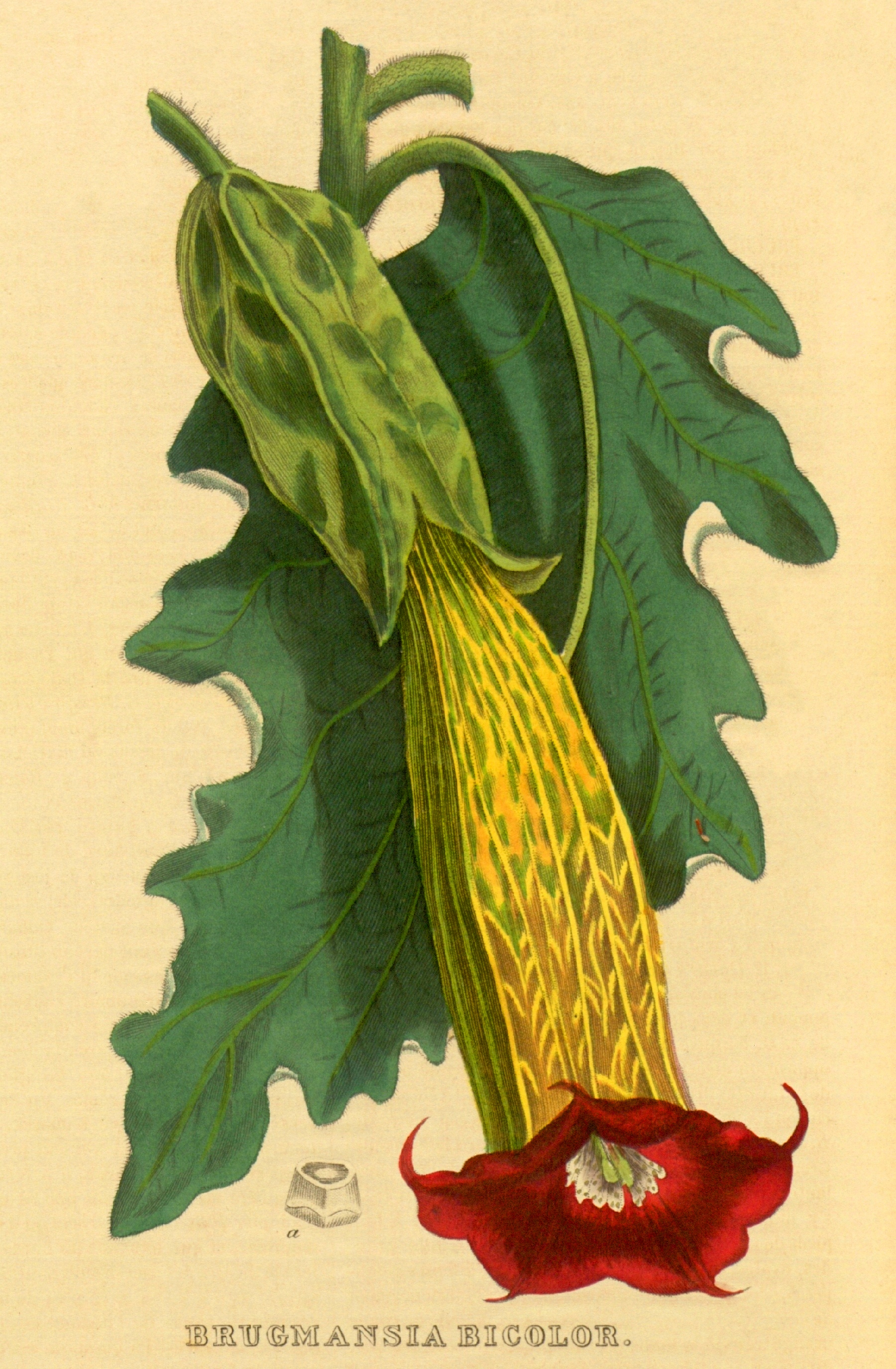
Brugmansia sanguinea

Linnaeus ban đầu mô tả chi này như một phần của Datura trong bài mô tả Datura arborea năm 1753. Năm 1805, C. H. Persoon chuyển chúng sang chi riêng, Brugmansia, đặt theo tên nhà tự nhiên học người Hà Lan Sebald Justinus Brugmans. Trong vòng 168 năm, nhiều nhà khoa học đã luân phiên di chuyển chúng giữa Brugmansia và Datura, tới năm 1973, với những so sánh chi tiết về hình thái học, T.E. Lockwood đã ấn định chúng vào Brugmansia.
Hiện có 7 loài được công nhận:
- Brugmansia arborea (L.) Sweet (Andes - Ecuador tới miền bắc Chile) có tên Borrachero ở Colombia
- Brugmansia aurea Lagerh. (Andes - Venezuela tới Ecuador)
- Brugmansia insignis (Barb.Rodr.) Lockwood ex R.E. R.E.Schult. (Eastern Andes foothills - Colombia tới Bolivia và đôi khi cả Brazil)
- Brugmansia sanguinea (Ruiz & Pav.) D.Don (Andes - Colombia tới miền bắc Chile)
- Brugmansia suaveolens (Willd.) Sweet (Đông Nam Brazil)
- Brugmansia versicolor Lagerh. (Ecuador)
- Brugmansia vulcanicola (A.S.Barclay) R.E.Schult..(Andes - Colombia tới Ecuador)